# Bahnhöfe der Arosabahn
Die Übersicht der Bahnhöfe der Arosabahn beschreibt sämtliche an der Bahnstrecke Chur–Arosa gelegenen, bestehenden und ehemaligen Bahnhöfe, Halte- sowie weiteren Dienststellen. Alle sich in Betrieb befindenden Bahnhöfe und Haltestellen werden von den fahrplanmässigen Regionalzügen der Linie bedient. Sie bieten teilweise Anschlussmöglichkeiten an weiterführenden öffentlichen Verkehr.

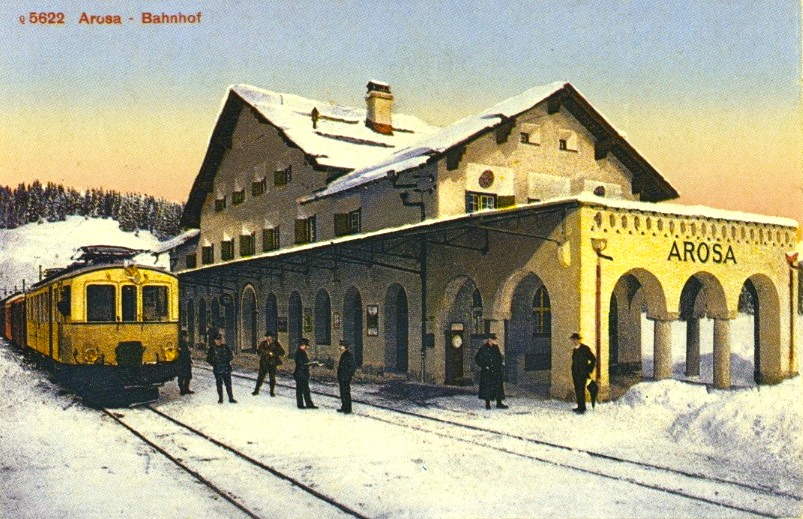
Der Bahnhof Arosa zur Zeit der Bahneröffnung

## Geschichte
Im Rahmen des Baus der Arosabahn (1912–1914) schrieb die damalige Aktiengesellschaft Chur–Arosa-Bahn (ChA) einen Wettbewerb zur Errichtung der Hochbauten entlang der Bahnlinie aus. Für die Beurteilung der eingereichten Vorschläge wurde ein Preisgericht eingesetzt, bestehend aus zwei unabhängigen Architekten und dem Oberingenieur des Bahnbaus, Gustav Bener. An dieser Ausschreibung beteiligten sich acht Firmen, die Pläne für die Wagenremise in Chur, die fünf Zwischenstationen im Schanfigg und das Bahnhofsgebäude in Arosa vorlegten. Da die Endstation Chur auf dem Bahnhofplatz beim bereits bestehenden SBB-Bahnhofsgebäude zu liegen kam, war hier kein Neubau vonnöten. Der Churer Otto Manz bekam das Werksdepot auf dem Sand zugesprochen, der Aroser Alfons Rocco durfte die Zwischenstationen errichten, und die Zürcher Architekten Meier und Arter erhielten die Hochbauten des Aroser Bahnhofs.

## Die Bahnhofsgebäude der Schanfigger Zwischenstationen

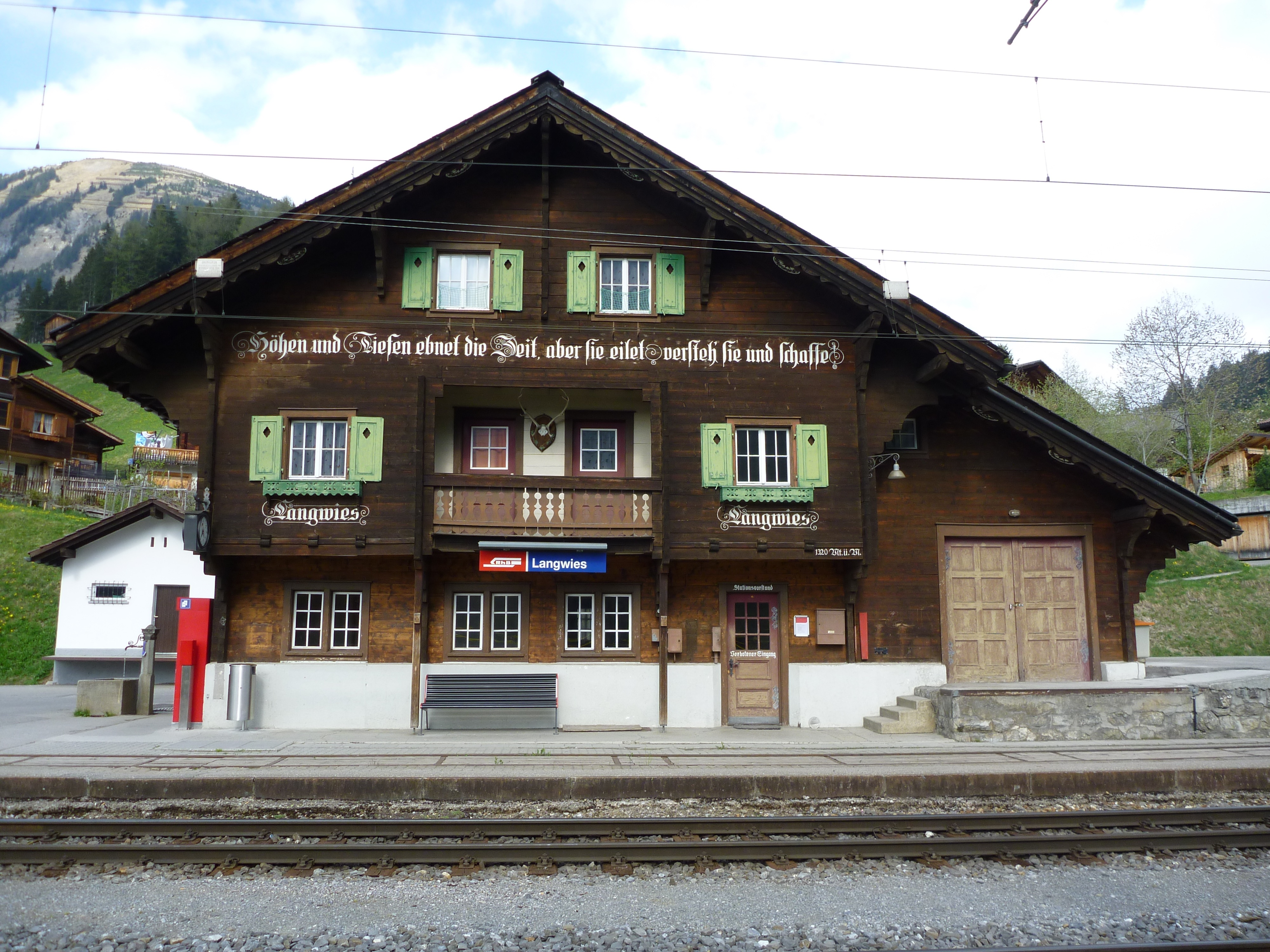
Bahnhofsgebäude im Chaletstil, hier die Station Langwies mit Sinnspruch an der Frontfassade, Güterschuppen rechts (2008)

Für die Zwischenstationen Lüen-Castiel, St. Peter-Molinis, Peist, Langwies und Litzirüti hatte Architekt Rocco eine neuartige Normbauweise entwickelt. Weisen sonst Bahnhöfe der Rhätischen Bahn (RhB) regelmässig längliche Baukörper auf, so liegt dies in der Zweckmässigkeit begründet, denn für den Güterumschlag bietet diese Bauweise gewichtige Vorteile. Rocco richtete seine Stationsgebäude weniger auf einen ausgeprägten Güterumschlag aus, sondern stellte vielmehr ein Wohnhaus mit angegliedertem kleinem Güterschuppen in den architektonischen Mittelpunkt. Die von ihm geschaffenen fünf Chalets fallen nicht nur durch ihren auffälligen Geranienschmuck auf, sie fügen sich auch gut in die sie umgebende Landschaft und die im Tal übliche Bauweise ein, weshalb sie beim Schweizer Heimatschutz hohe Anerkennung erlangten. Aufgrund der entsprechenden Bekanntheit der Stationsgebäude gab die Schweizerische Post zum Schweizer Bundesfeiertag am 1. August 1947 eine Sonderbriefmarke heraus, die den Bahnhof Lüen-Castiel abbildete.
Die Zwischenstationen, alle jeweils drei Geschosse aufweisend und heute nicht mehr personell bedient, ruhen auf einem gemauerten Sockel. Das Gebäude, ein Strickbau, erhebt sich über diesem Sockel und ist mit einem leicht ausladenden Satteldach überdeckt. Die Fassade des Wohnteils weist eine symmetrische Gestalt auf, in der mittig ein Balkon eingelassen ist. Das Dach verfügt über ein auffälliges Mass, zumal es auf der Seite des angebauten Güterschuppens als Schleppdach weiter gezogen ist. Sein Vorkragen erfüllt auf der Gleisseite die Funktion eines Perrondachs.

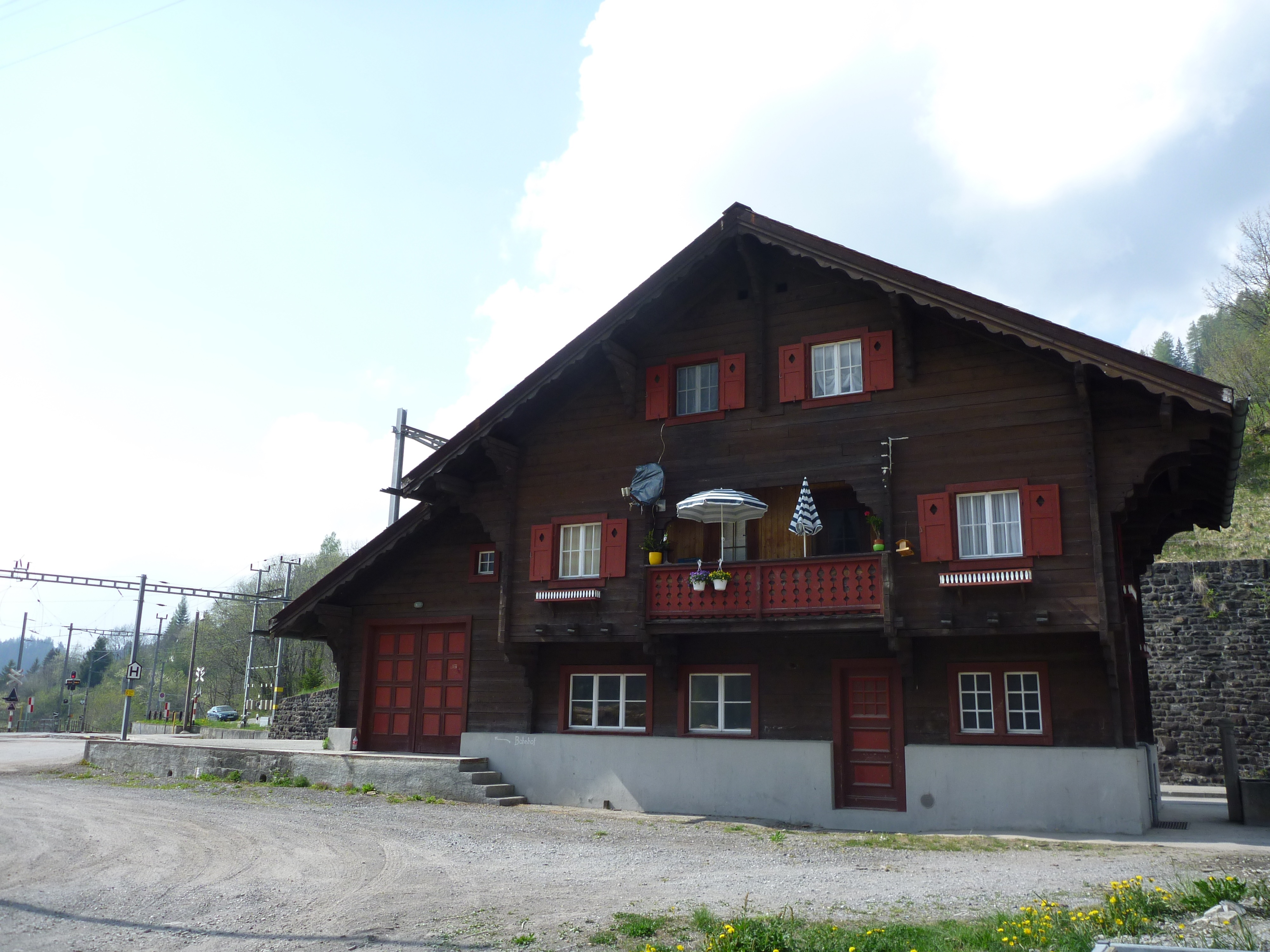
Rückseite der Normgebäude am Beispiel der Station St. Peter-Molinis, Güterschuppen rechts auf Bahnseite (2010)

Im dreiteiligen Erdgeschoss befanden sich der Warteraum, das Stationsbüro sowie der Güterschuppen. Die zwei Obergeschosse des Gebäudes dienten als Wohnungen für den Bahnhofsvorstand, wobei das erste die Küche und das Wohnzimmer beherbergte. In den Güterschuppen baute Rocco eine kleine Vorratskammer ein, die vom ersten Stock aus betreten werden kann. Drei weitere Räume befinden sich im zweiten Obergeschoss, und jeder von ihnen verfügt über ein Fenster. Die an den Hauptfassaden angebrachten Inschriften nehmen Bezug auf die ländliche Umgebung und beinhalten treffende Sinnsprüche, teilweise umrahmt von der Jahreszahl 1914 und ergänzt durch die jeweilige Höhenangabe. Die Gebäude wurden in Abhängigkeit vom Standort und den örtlichen Gegebenheiten zum Teil spiegelsymmetrisch zueinander konzipiert. Die Stationen verfügen alle über moderne Fahrkartenautomaten, quer an der Hauptfassade angebrachte Standard-Bahnhofsuhren sowie über identische, steinerne Trogbrunnen mit an einer Kette befestigten, gusseisernen Trinkbechern.
Die Kosten für die Zwischenstationen betrugen je 24'000 Schweizer Franken, der Gesamtversicherungswert belief sich im Jahr 1915 auf 395'000 Schweizer Franken. Die noch heute vorhandenen Bahnhofsanschriften in alter deutscher Schrift wurden in den 1960er-Jahren durch beleuchtete weiss-blaue Kunststoffanschriften ergänzt, die später zusätzlich mit dem RhB-Logo versehen wurden. Seit dem Verzicht auf eine Bedienung der Zwischenstationen sind die Gebäude als Wohnhäuser fremdvermietet, befinden sich jedoch noch immer im Eigentum der RhB. Diese investierte 2013 mit Blick auf das anstehende 100-jährige Jubiläum der Arosabahn zwei Millionen Franken in die Auffrischung der Stationsgebäude. Die Sanierungsarbeiten umfassten neben Malerarbeiten an den Fassaden auch die Instandstellung der Steildächer, Asphaltbeläge, Warteräume, WC-Anlagen und Elektroinstallationen.
Die Stationen verfügten von Anfang an über Ausweichgleise, und der Betrieb wurde zunächst mittels grafischem Fahrplan, Telefon und Telegraf, jedoch ohne Signale abgewickelt. In den 1960er-Jahren wurden die Ausweichgleise zur Kapazitätssteigerung bei sämtlichen Bahnhöfen und Kreuzungsstellen auf 145 Meter verlängert.

## Aktuelle Betriebsstellen

### Bahnhof Chur
| Bahnhof Chur     | Bahnhof Chur                    |
| ---------------- | ------------------------------- |
| Stationstyp:     | Bahnhof mit SBB/RhB Stammnetz   |
| Gleisanzahl:     | 2, auf Bahnhofplatz             |
| IBNR:            | 8509000                         |
| Eröffnung:       | 11. Dezember 1914               |
| Umbau:           | 2008                            |
| Koordinaten:     | 46° 51′ 12,3″ N, 9° 31′ 47,2″ O |
| Höhe ü. d. M.:   | 584 m                           |
| Kilometer:       | 0                               |
| Betriebsgebäude: | rechts                          |
| Commons :        |                                 |

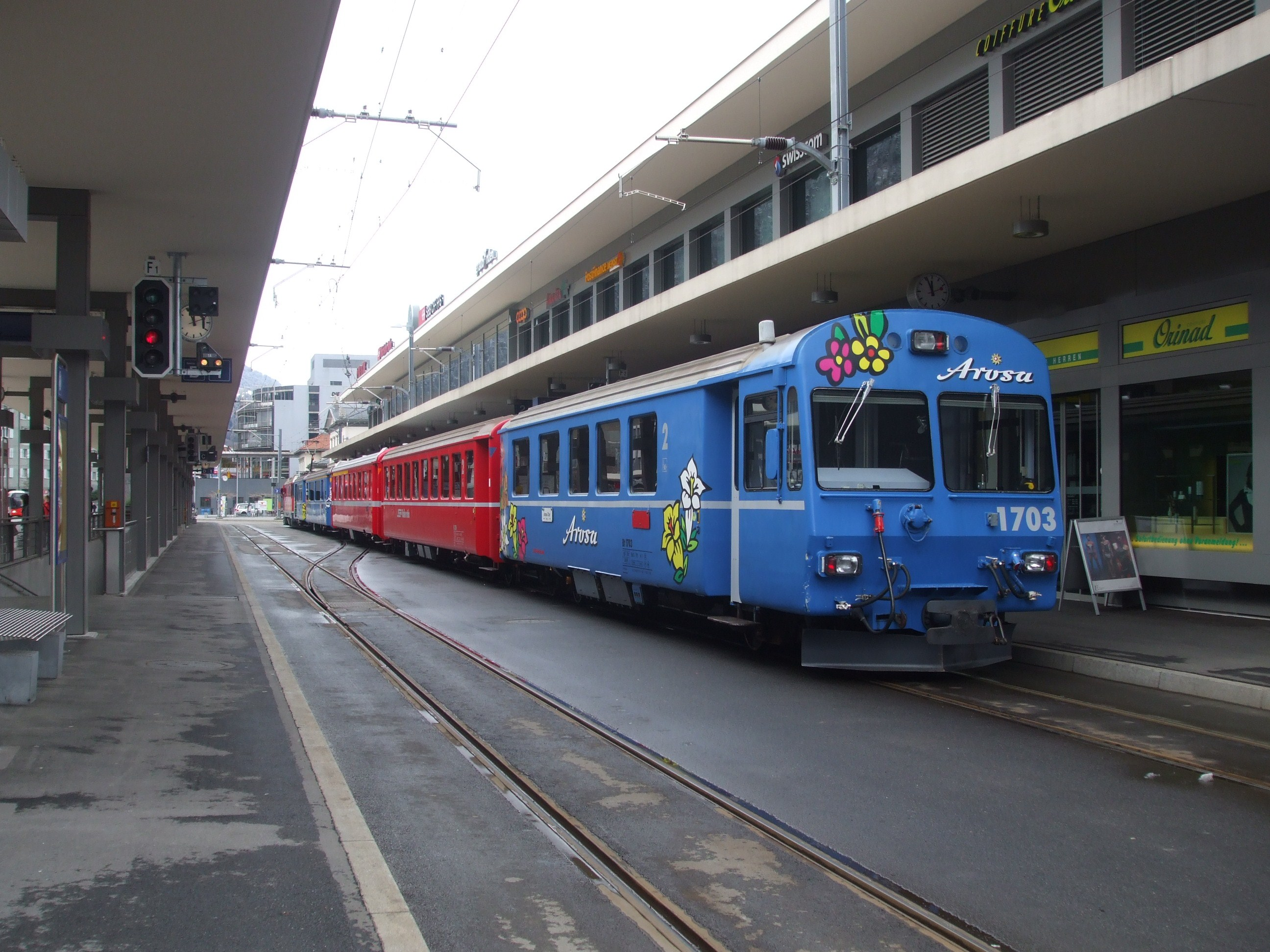
Die Abfahrtsstelle der Arosabahn mit blauen Wagen des ehemaligen Arosa-Express (2009)

Am Bahnhof Chur liegt die Abfahrtsstelle der Arosabahn auf dem Churer Bahnhofplatz, unmittelbar neben dem 2008 umgebauten Aufnahmegebäude der Schweizerischen Bundesbahnen (SBB) von 1858. Sie verfügt über zwei Gleise (1 und 2) mit überdachten Seitenbahnsteigen. Das Perrondach von Gleis 1 wird mit den angrenzenden Churer Stadtbussen geteilt. Zur Gesamtinfrastruktur gehören ferner eine Park-and-ride-Tiefgarage sowie Fahrradunterstände. Der Bahnhof wird nebenan auch von den Linien der SBB und der RhB bedient und im Stadtverkehr durch sämtliche Buslinien ergänzt.
Eröffnet wurden die Anlagen für die Arosabahn mit der Aufnahme des Bahnbetriebes am 11. Dezember 1914. Die Gleisanlagen der Arosabahn befanden sich bis 2007 mitten auf dem Bahnhofplatz. 1927 wurden diese samt den Abstellgleisen vergrössert, um die Züge vor der Abfahrt zusammenstellen zu können, ohne die Durchfahrt des Individualverkehrs sperren zu müssen. Gleichzeitig erhielt der Bahnhofplatz einen Kopfsteinpflasterbelag. 1938 wurden die Gleise um siebzig Meter in Richtung Engadinstrasse verlängert und mit einer speziellen Strassenbahnweiche verbunden. 1984/85 baute man die Gleisanlagen erneut um. Ein Grossprojekt zur Untertunnelung der Arosabahn am Bahnhof Chur musste 1996 mangels bereits in Aussicht gestellten Bundesbeiträgen aufgegeben werden. 2007 wurde die zweigleisige Streckenführung auf der Engadinstrasse bis kurz vor die Einmündung in die Grabenstrasse verlängert. Es existiert ein Verbindungsgleis zum Stammnetz der RhB.

### Haltestelle Chur Altstadt
| Haltestelle Chur Altstadt | Haltestelle Chur Altstadt       |
| ------------------------- | ------------------------------- |
| Stationstyp:              | Haltestelle                     |
| Gleisanzahl:              | 1                               |
| IBNR:                     | 8509150                         |
| Eröffnung:                | 11. Dezember 1914               |
| Verlegung:                | um 2002                         |
| Koordinaten:              | 46° 50′ 51,3″ N, 9° 31′ 50,5″ O |
| Höhe ü. d. M.:            | 595 m                           |
| Kilometer:                | 0,726                           |
| Betriebsgebäude:          | rechts                          |
| Commons :                 |                                 |

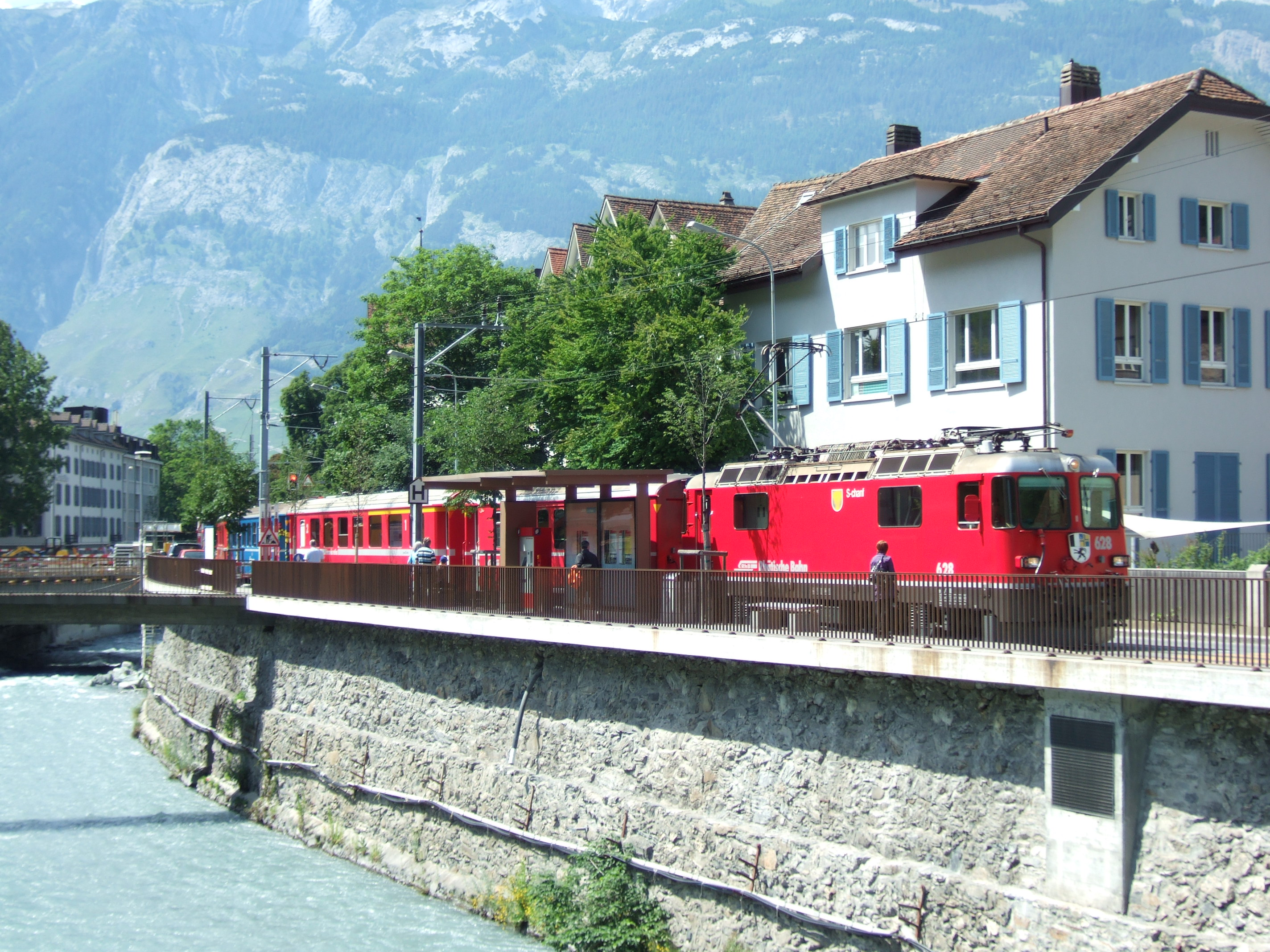
Haltestelle Chur Altstadt mit Praximerbrückli an der Plessur (2010)

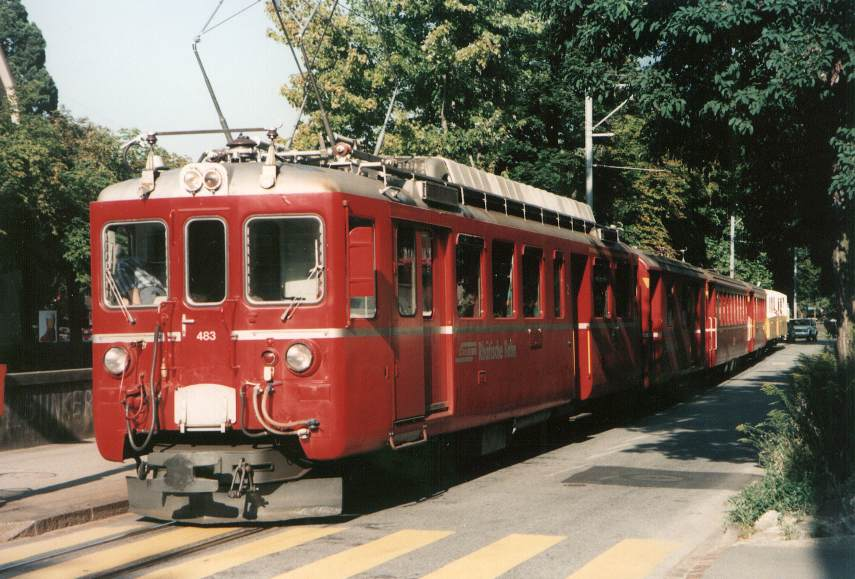
Frühere Haltestelle Chur Stadt mit Teil des Protestspruches an der Quaimauer

Die Haltestelle Chur Altstadt (bis 8. Dezember 2018: Chur Stadt) liegt am Plessurquai gegenüber dem Lindenquai, unmittelbar angrenzend an die historische Altstadt. Die Haltestelle verfügt über einen einfachen offenen Unterstand mit ungedeckter Sitzgelegenheit, einen Fahrkartenautomaten und eine elektronische Hinweistafel. Das Gleis liegt an der rechten Strassenseite. Seit dem Bau eines Verkehrskreisels auf der Obertorbrücke 2010 wird der Strassenverkehr auf der Strecke zur Metzgerbrücke nur noch von Arosa her zugelassen, was den Zugbetrieb erheblich erleichtert. Es bestehen Parkmöglichkeiten für Autos und Fahrräder bei den Parkhäusern Arcas und Lindenquai. Der Stadtbus bedient die Haltestelle nicht, obschon die Linie 9 (Bahnhof–Meiersboden) direkt daran vorbeiführt. Die Schweizerische Post führt etwas weiter oben eine eigene Haltestelle "Stadt" an der Jochstrasse auf ihrer Postautolinie ins Schanfigg.
Bis zur Errichtung der Fussgängerpassage Praximerbrückli in den 2000er-Jahren befand sich die Haltestelle Chur Stadt rund 80 Meter weiter flussaufwärts, unmittelbar an der Metzgerbrücke bei der Zufahrt zum Arcas. Dies führte regelmässig zu einer zeitweisen Blockierung des Autoverkehrs. Ein Warteunterstand existierte nicht, einzig ein Fahrkartenautomat und ein Entwerter. Nach der Gutheissung eines umfangreichen Kredits zur Untertunnelung der Arosabahn in Chur 1988 durch das städtische Stimmvolk prangte an der dortigen, früheren Quaimauer jahrelang in weisser Farbe der diesbezüglich kritische Spruch Tunnelbunker–Millionenflunker.

### Dienststation Untersax
| Dienststation Untersax | Dienststation Untersax         |
| ---------------------- | ------------------------------ |
| Stationstyp:           | Kreuzungsstelle                |
| Gleisanzahl:           | 2                              |
| Eröffnung:             | Juni 1926                      |
| Koordinaten:           | 46° 50′ 1,3″ N, 9° 34′ 55,8″ O |
| Höhe ü. d. M.:         | 782 m                          |
| Kilometer:             | 5,826                          |
| Betriebsgebäude:       | links                          |
| Commons :              |                                |

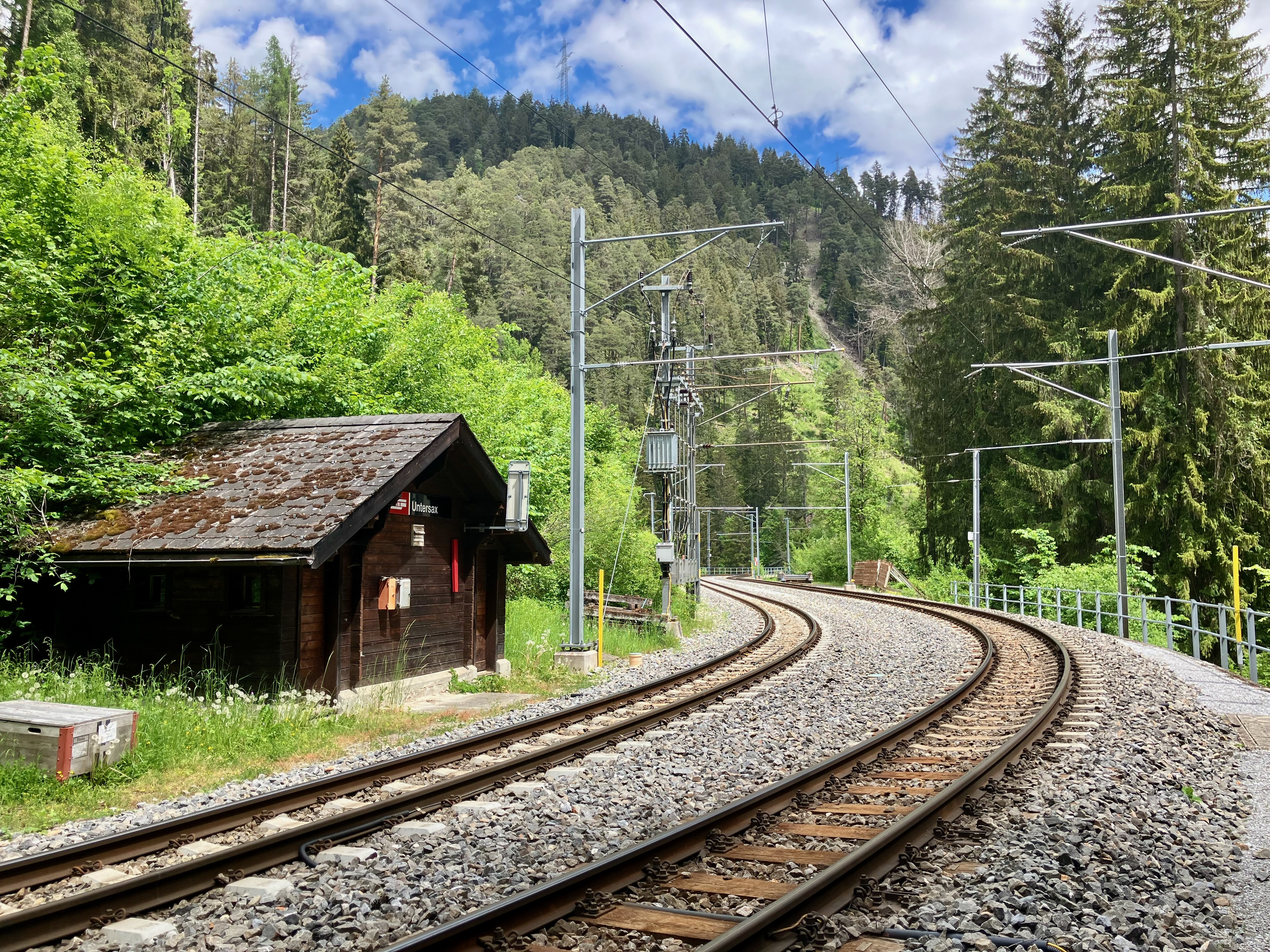
Dienststation Untersax beim Calfreisertobel-Viadukt (2022)

Die Dienststation Untersax liegt zwischen dem Tunnel Saxer Nase und dem Calfreisertobel-Viadukt. Es handelt sich um eine reine Kreuzungsstelle. Sie wurde im Juni 1926 in Betrieb genommen, um die Fahrplanstabilität zu verbessern und die Anschlüsse an die SBB in Chur garantieren zu können. Die Dienststation verfügt über eine kleine hölzerne Betriebs- und Schutzhütte mit zwei Türen und über ein kurzes Stumpengleis zum Calfreisertobel-Viadukt hin. Ein Fussweg verbindet die Kreuzungsstelle über die mitten im Wald gelegene, ehemalige Siedlung Untersax mit dem Maladerser Ortsteil Sax an der Schanfiggerstrasse. Als Haltestelle wurde die Dienststation ungeachtet dessen nie genutzt.

### Bahnhof Lüen-Castiel
| Bahnhof Lüen-Castiel | Bahnhof Lüen-Castiel              |
| -------------------- | --------------------------------- |
| Stationstyp:         | Bahnhof                           |
| Gleisanzahl:         | 2                                 |
| IBNR:                | 8509152                           |
| Eröffnung:           | 11. Dezember 1914                 |
| Koordinaten:         | 46° 49′ 54,6″ N, 9° 36′ 48,6″ O   |
| Höhe ü. d. M.:       | 938 m                             |
| Kilometer:           | 8,727                             |
| Betriebsgebäude:     | links (von Gleis)                 |
| Güterschuppen:       | links (von Betriebsgebäude)       |
| Sinnspruch:          | „Wo ein Wille, ist auch ein Weg.“ |
| Commons :            |                                   |

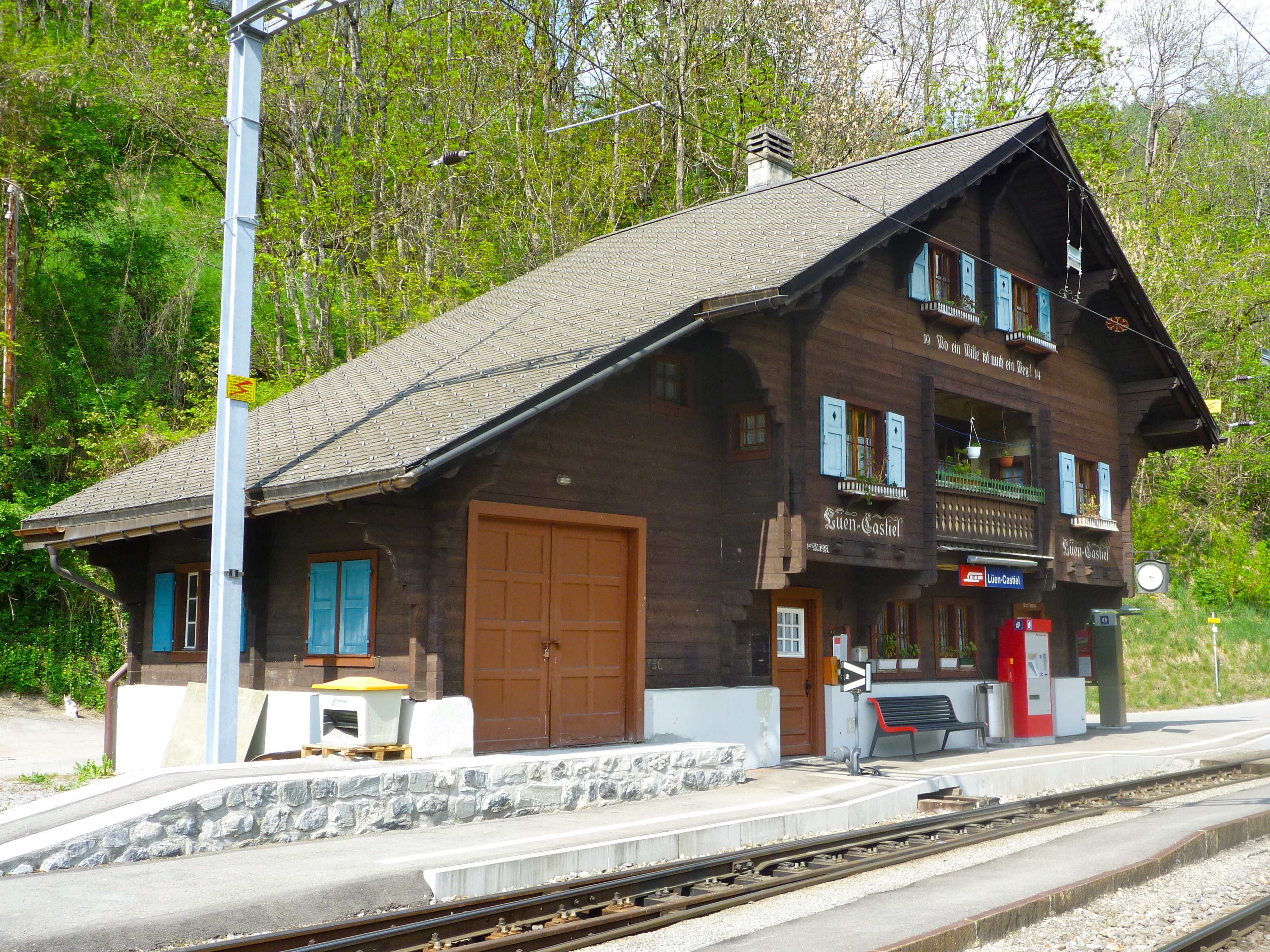
Bahnhof Lüen-Castiel (2010)

Der Bahnhof Lüen-Castiel ist die erste der erwähnten, typischen Schanfigger Zwischenstationen und neben dem Bahnhof Litzirüti eine der beiden Kreuzungsstellen beim 60-Minuten-Grundtakt. Er liegt rund 50 Höhenmeter unterhalb der kleinen Siedlung Lüen, mit der er über eine schmale Fahrstrasse verbunden ist. Die zweite durch diese Station bediente Ortschaft Castiel liegt gar rund 240 Höhenmeter oberhalb des Bahnhofs, was sich für die dortigen Einwohner bereits bei der Bahneröffnung als nachteilig erwiesen hat. Schon bald wurde daher Castiel von Chur her auch mit Postautokursen verbunden. Der links der Gleise stehende Bahnhof verfügt über keine Anbindung an weitere öffentliche Verkehrsmittel, und die Parkmöglichkeiten am kleinen Bahnhofplatz sind begrenzt. Kurz vor Lüen-Castiel befindet sich rechts bei Streckenkilometer 8,1 eine 50 Prozent steile Standseilbahn, die über eine eigene provisorische Haltestelle verfügt und hinunter zum Kraftwerk Lüen von Arosa Energie führt. Hier wurde bis zur Umstellung der Fahrdrahtspannung 1997 der Strom für die Arosabahn produziert. Die Station Lüen-Castiel, die seit 1985 personalmässig nicht mehr besetzt ist, verfügt neben den zwei Fahrgleisen über ein kurzes Stumpengleis.

### Bahnhof St. Peter-Molinis
| Bahnhof St. Peter-Molinis | Bahnhof St. Peter-Molinis                 |
| ------------------------- | ----------------------------------------- |
| Stationstyp:              | Bahnhof                                   |
| Gleisanzahl:              | 2 (ehemals 3)                             |
| IBNR:                     | 8509153                                   |
| Eröffnung:                | 11. Dezember 1914                         |
| Koordinaten:              | 46° 49′ 44,6″ N, 9° 39′ 13,8″ O           |
| Höhe ü. d. M.:            | 1157 m                                    |
| Kilometer:                | 12,722                                    |
| Betriebsgebäude:          | rechts                                    |
| Güterschuppen:            | rechts                                    |
| Sinnspruch:               | „Fürcht nicht die Welt, greif tapfer an.“ |
| Commons :                 |                                           |

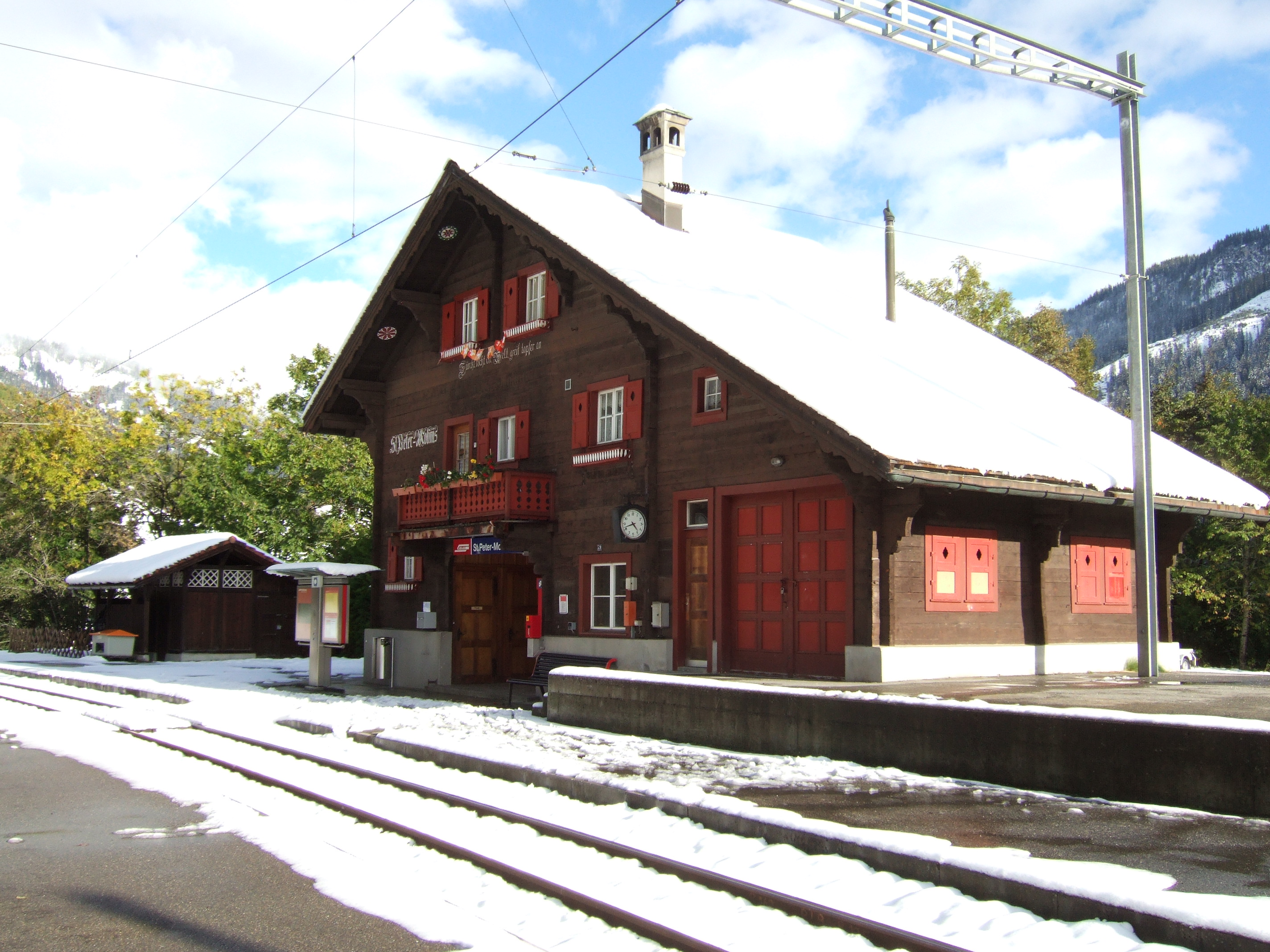
Bahnhof St. Peter-Molinis (2011)

Der Bahnhof St. Peter-Molinis markiert die ungefähre Streckenhälfte der Arosabahn. Er steht zudem ziemlich genau zwischen den oberhalb beziehungsweise unterhalb liegenden Ortschaften St. Peter und Molinis an einer schmalen, jüngst etwas verbreiterten Verbindungsstrasse. Diese quert die Gleise als ein mit Licht- und Lautsignalen gesicherter, schrankenloser Bahnübergang und findet ihre Fortsetzung als öffentliches, im Winter jedoch gesperrtes Forststrässchen auf die andere Talseite nach Tschiertschen. Auch St. Peter wurde aufgrund seiner entfernten Lage zum Bahnhof im Verlaufe der Zeit zusätzlich durch öffentliche Postautokurse von Chur her erschlossen. Der Bahnhof St. Peter-Molinis war während längerer Zeit die fahrplanmässige Kreuzungsstation der Bahn. Im Zuge der Umstellung der Fahrdrahtspannung wurden die Gleisanlagen deutlich verlängert und das frühere Mittelgleis zugunsten eines Stumpengleises am Rande des Bahnhofplatzes aufgehoben. Dieses dient hauptsächlich dem Holzverlad. Während der Winter- und Sommersaison besteht an den Wochenenden zudem eine öffentliche Busverbindung vom Bahnhof zum Sport- und Freizeitgebiet Hochwang oberhalb St. Peter-Pagig. Das Bahnhofsgelände bietet einen beschränkten Platz an Parkmöglichkeiten. Seit 1985 ist auch die Station St. Peter-Molinis nicht mehr durch Bahnpersonal besetzt.

### Bahnhof Peist
| Bahnhof Peist    | Bahnhof Peist                           |
| ---------------- | --------------------------------------- |
| Stationstyp:     | Bahnhof                                 |
| Gleisanzahl:     | 2                                       |
| IBNR:            | 8509154                                 |
| Eröffnung:       | 11. Dezember 1914                       |
| Koordinaten:     | 46° 49′ 46,7″ N, 9° 40′ 18,4″ O         |
| Höhe ü. d. M.:   | 1244 m                                  |
| Kilometer:       | 14,353                                  |
| Betriebsgebäude: | links                                   |
| Güterschuppen:   | links                                   |
| Sinnspruch:      | „Es eilt die Zeit, Mensch, sei bereit.“ |
| Commons :        |                                         |

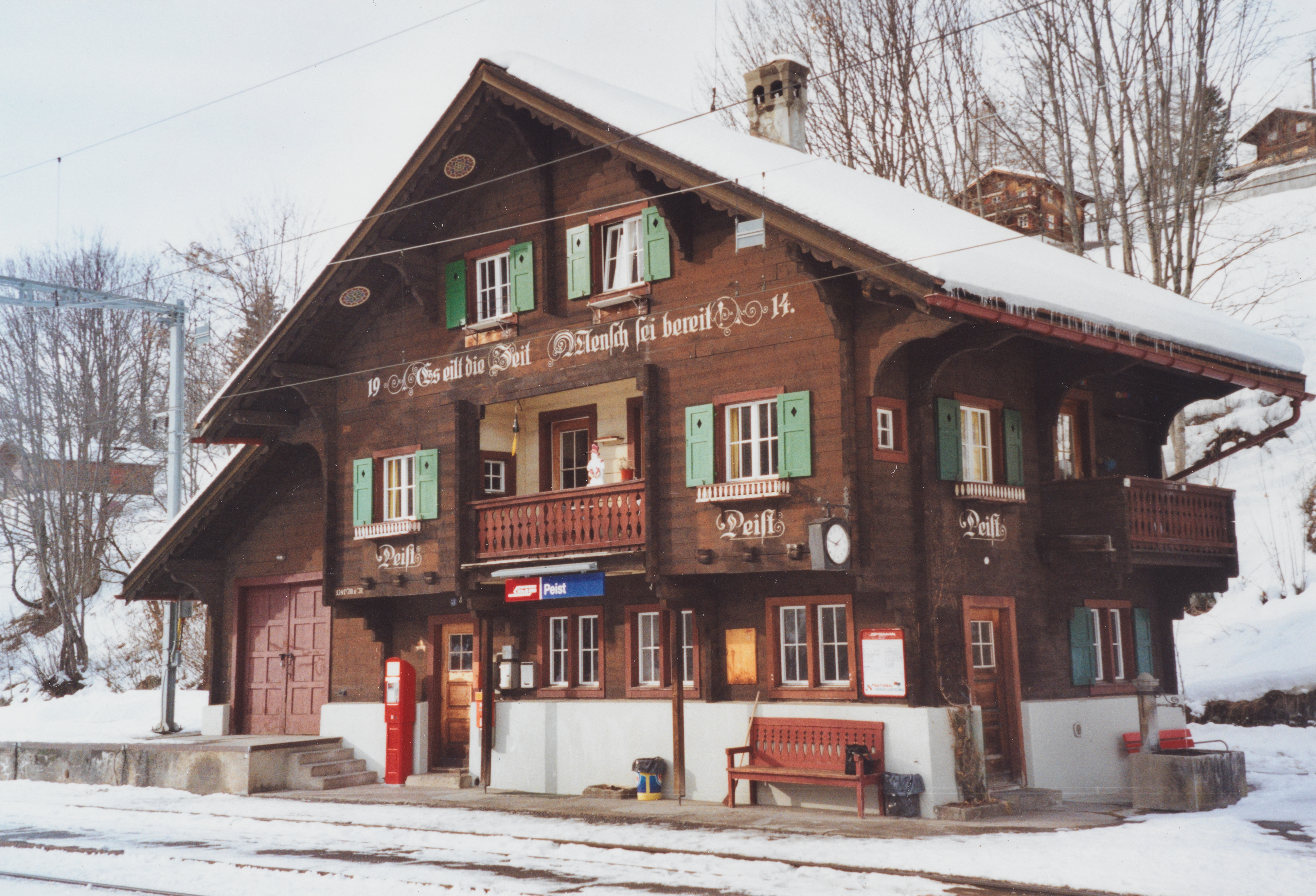
Bahnhof Peist (2004)

Der Bahnhof Peist liegt ungefähr 90 Höhenmeter unterhalb des gleichnamigen Dorfes. Auch er ist seit 1985 nicht mehr von einem Stationsvorstand geführt und einzig von oben durch eine schmale und kurvenreiche Zugangsstrasse zu erreichen. Es besteht kein direkter Anschluss an die Postautoverbindung, die seit rund 30 Jahren von Chur zum Dorfplatz Peist besteht. Hangseitig hinter dem Stationsgebäude befindet sich ein künstliches Amphibien- und Pflanzenbiotop. Eine rund 350-jährige Esche mit 9,25 Metern Stammumfang auf dem Bahnhofsgelände wurde im Herbst 2013 im Auftrag der Rhätischen Bahn von Pilzen und anderem biologischem Befall befreit. Am Bahnhof Peist stehen kaum Parkmöglichkeiten zur Verfügung.

### Bahnhof Langwies
| Bahnhof Langwies | Bahnhof Langwies                                                            |
| ---------------- | --------------------------------------------------------------------------- |
| Stationstyp:     | Bahnhof                                                                     |
| Gleisanzahl:     | 3                                                                           |
| IBNR:            | 8509155                                                                     |
| Eröffnung:       | 11. Dezember 1914                                                           |
| Koordinaten:     | 46° 49′ 11,9″ N, 9° 42′ 24,1″ O                                             |
| Höhe ü. d. M.:   | 1317 m                                                                      |
| Kilometer:       | 17,900                                                                      |
| Betriebsgebäude: | links                                                                       |
| Güterschuppen:   | rechts                                                                      |
| Sinnspruch:      | „Höhen und Tiefen ebnet die Zeit, aber sie eilet; versteh sie und schaffe.“ |
| Commons :        |                                                                             |

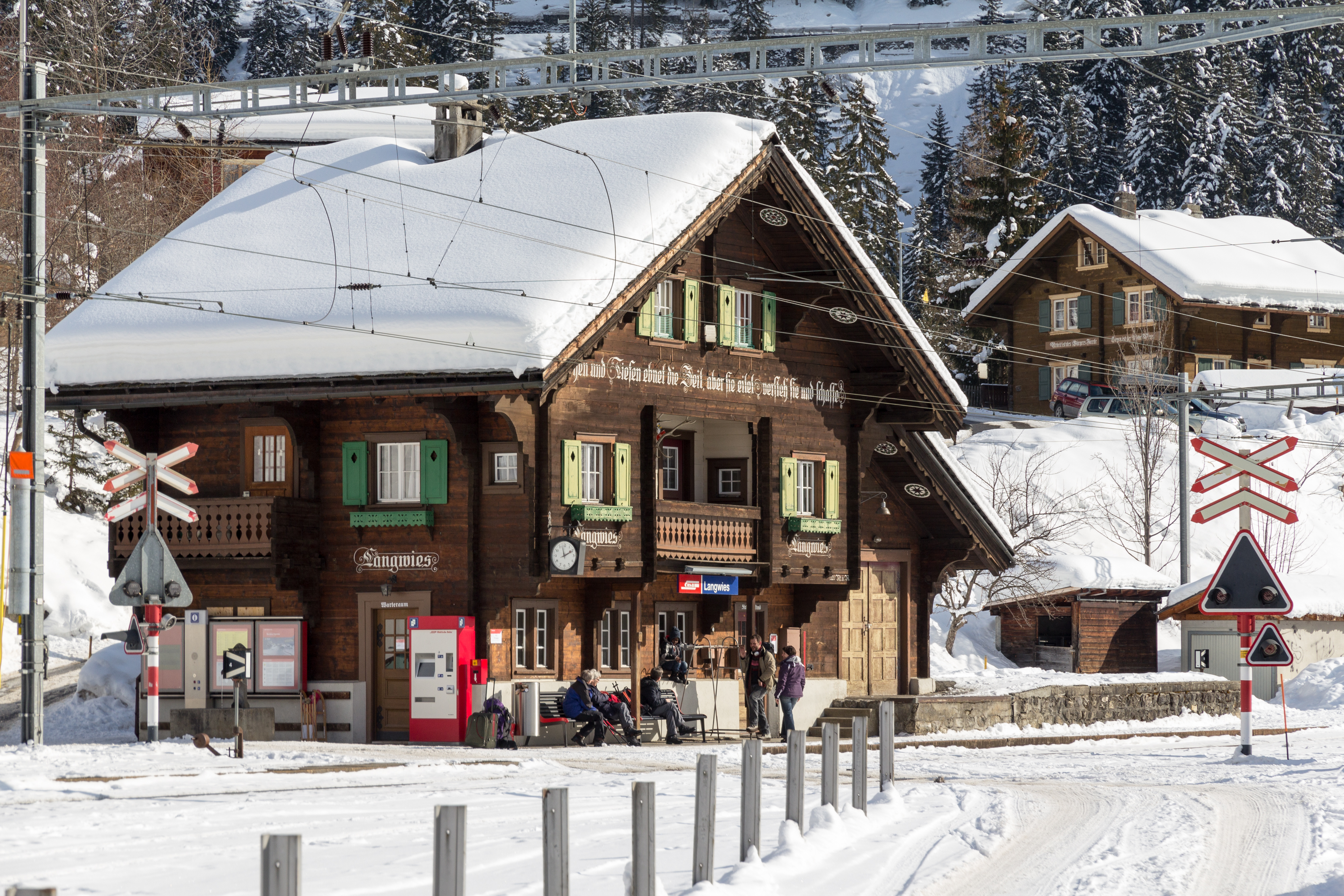
Bahnhof Langwies (2013)

Der Bahnhof Langwies liegt an der südöstlichen Ecke der Unteren Wis. Gleich dahinter befindet sich die örtliche landwirtschaftliche Milchzentrale. Das Siedlungsgebiet von Langwies Platz reicht bis hinunter zur Bahnstation. Dies ist mit ein Grund, weshalb Langwies – wie das gesamte oberste Schanfigg – über keine alternative Postautoanbindung verfügt. Die zur Station führende Bahnhofstrasse quert, optisch und akustisch gesichert, die Bahnlinie und führt weiter in Richtung Palätsch-Gründji. Dort befindet sich der Gründjitobel-Viadukt, umgeben von bizarren Erosionsgebilden. Das künstlich errichtete Planum des Bahnhofs Langwies diente als Installationsplatz für den angrenzenden Langwieser Viadukt. Ein Wanderweg führt via Dürrboden der Plessur entlang zur Litzirüti. Die Station Langwies verfügt neben dem Bahnhof Arosa über die umfangreichsten Gleisanlagen der Arosabahn, die 1971 vollständig erneuert wurden; sie weist neben drei durchgehenden Schienensträngen mit zwei schmalen Bahnsteigen auch zwei Stumpengleise auf. Der Bahnhof Langwies war bis vor kurzem die letzte personell besetzte Bahnstation zwischen Chur und Arosa. Er verfügt wie die meisten anderen Schanfigger Bahnhöfe über einige wenige Parkplätze aber über keinen Anschluss an weiterführenden öffentlichen Verkehr. Die Station Langwies wäre neben dem Bahnhof Arosa ein möglicher Ausgangspunkt einer zurzeit noch visionären Eisenbahnverbindung zwischen dem Schanfigg und der Landschaft Davos.

### Bahnhof Litzirüti
| Bahnhof Litzirüti | Bahnhof Litzirüti                                       |
| ----------------- | ------------------------------------------------------- |
| Stationstyp:      | Bahnhof                                                 |
| Gleisanzahl:      | 2                                                       |
| IBNR:             | 8509156                                                 |
| Eröffnung:        | 11. Dezember 1914                                       |
| Koordinaten:      | 46° 47′ 52,9″ N, 9° 42′ 10,8″ O                         |
| Höhe ü. d. M.:    | 1452 m                                                  |
| Kilometer:        | 20,685                                                  |
| Betriebsgebäude:  | rechts                                                  |
| Güterschuppen:    | links                                                   |
| Sinnspruch:       | „Für Fortschritt und Verkehr, dem Bündnerland zur Ehr.“ |
| Commons :         |                                                         |

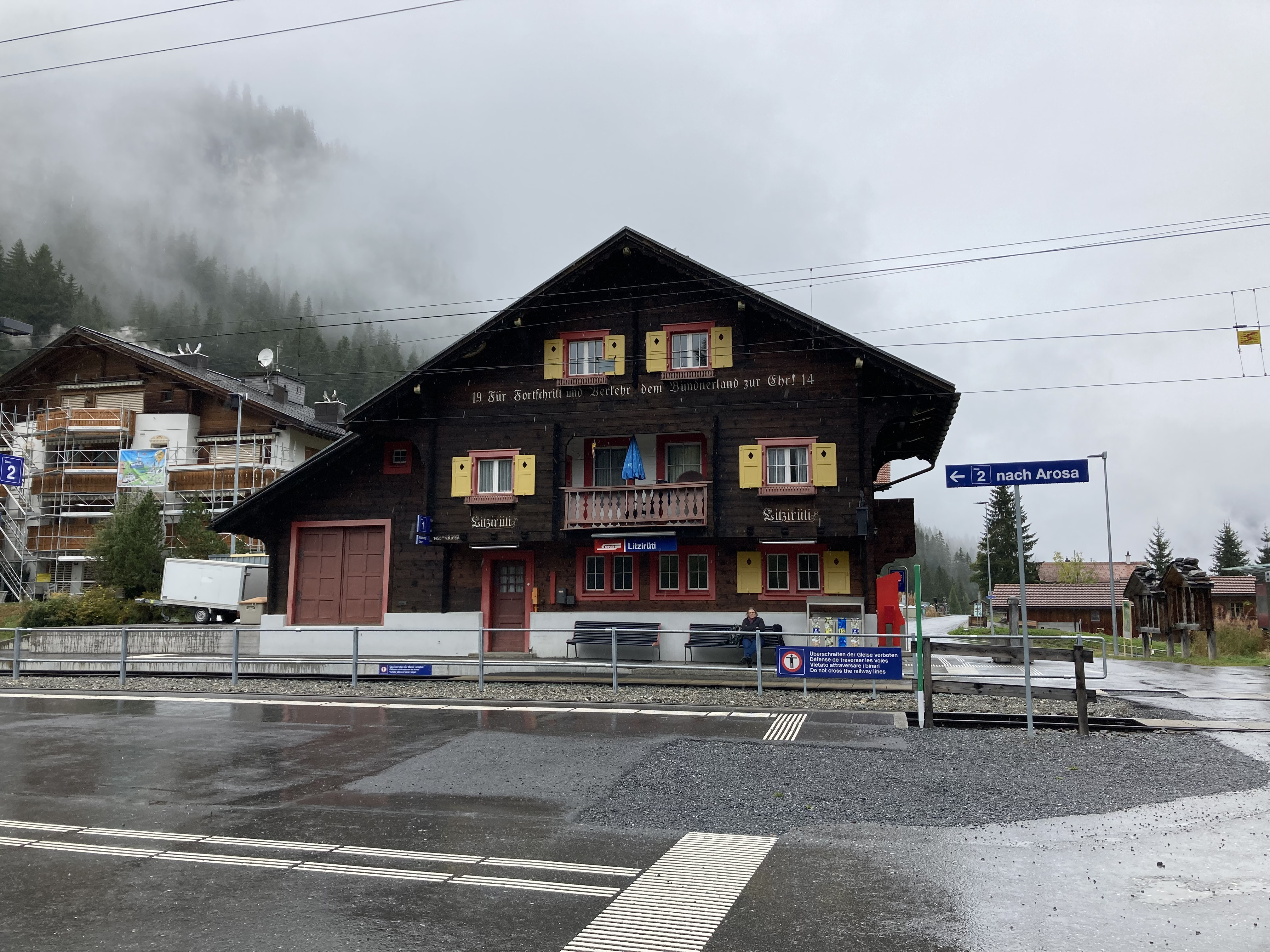
Bahnhof Litzirüti (2022)

Der Bahnhof Litzirüti ist die letzte der Schanfigger Zwischenstationen auf dem Weg nach Arosa und mit dem Bahnhof Lüen-Castiel eine der beiden fahrplanmässigen Kreuzungsstellen. Er liegt inmitten der früheren Langwieser Fraktion Litzirüti, unmittelbar hinter einem Hotel an der Schanfiggerstrasse, die von der Bahn kurz vor der Einfahrt in den Bahnhof überquert wird. Seit dem Churer Stadtgebiet ist es das erste Mal, dass die Bahnlinie die Höhenlage der Kantonsstrasse erreicht. Die Station verfügt über zwei Fahrgleise und ein kurzes Stumpengleis. Öffentliche Parkmöglichkeiten gibt es direkt am Bahnhof praktisch keine. Wie die meisten anderen Schanfigger Bahnhöfe ist auch Litzirüti seit 1985 nicht mehr mit Bahnpersonal besetzt. Der Wartesaal und das Stationsbüro wurden vor einiger Zeit in ein kleines Restaurant umfunktioniert, das sogenannte Bäsabeizli Litzirüti. Dieses besteht seit Frühling 2014 nicht mehr. Aufgrund der zentralen Lage der Bahnstation wird die Litzirüti von keinem anderen öffentlichen Verkehrsmittel bedient. Der Bahnhof Litzirüti war bis Mitte der 1930er-Jahre die Verlade- und Rückführstation der Bobbahn Arosa. Es führen Wanderwege in Richtung Arosa, Langwies und Molinis.

### Dienststation Haspelgrube
| Dienststation Haspelgrube | Dienststation Haspelgrube       |
| ------------------------- | ------------------------------- |
| Stationstyp:              | Kreuzungsstelle                 |
| Gleisanzahl:              | 2                               |
| Eröffnung:                | 1937                            |
| Koordinaten:              | 46° 47′ 18,4″ N, 9° 41′ 48,7″ O |
| Höhe ü. d. M.:            | 1582 m                          |
| Kilometer:                | 22,923                          |
| Betriebsgebäude:          | rechts                          |
| Commons :                 |                                 |

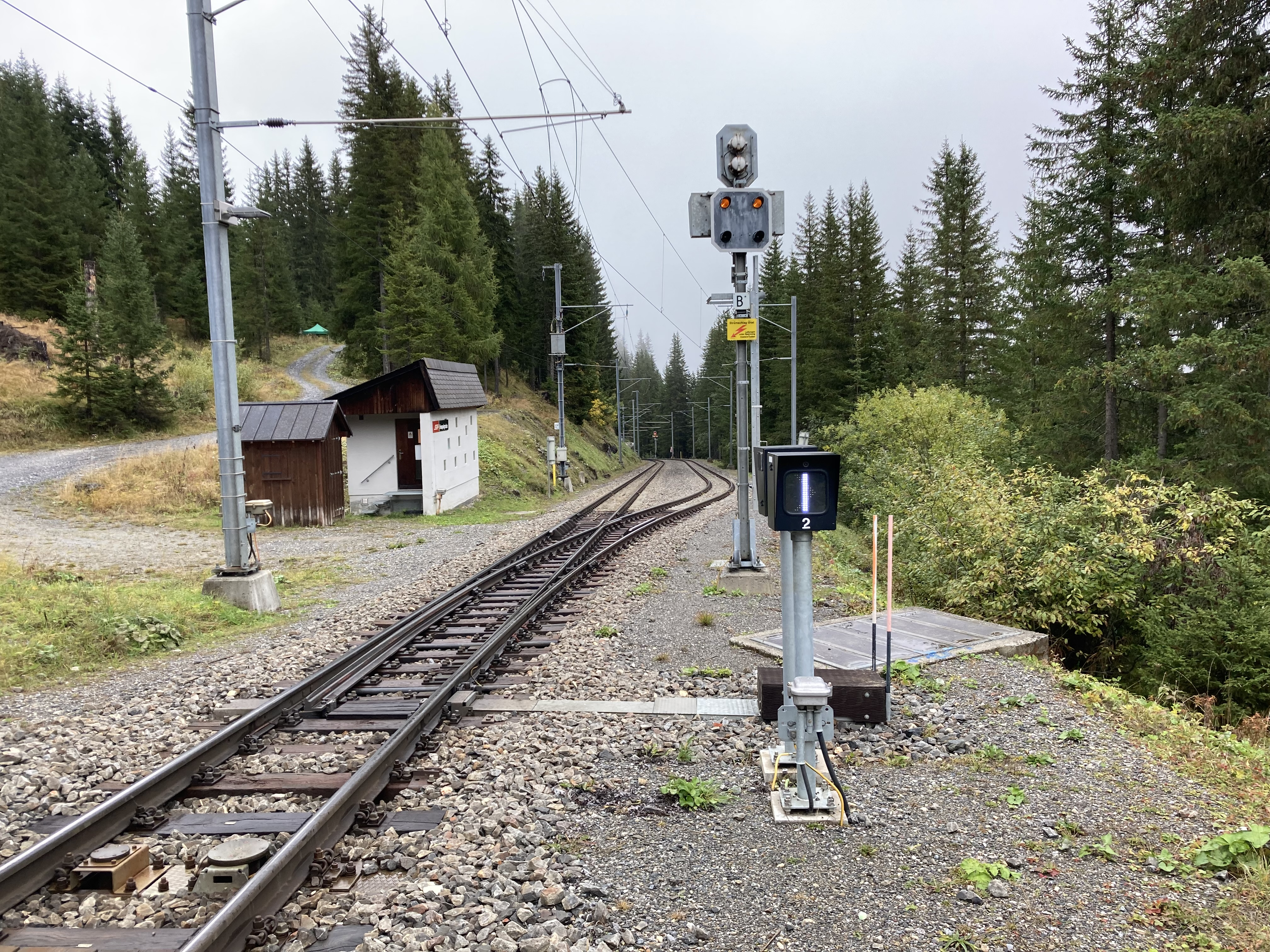
Kreuzungsstelle Haspelgrube mit altem und neuem Dienstgebäude (2022)

Die Dienststation Haspelgrube liegt rund 2,8 Kilometer vor dem Endbahnhof Arosa zwischen dem Ronggried und dem Rütland unterhalb des Stausees Arosa. Sie wurde 1937 als Kreuzungsstelle zur Verbesserung der betrieblichen Flexibilität eingerichtet und mit einem 140 Meter langen Ausweichgleis versehen. So präsentiert sie sich auch heute noch. Sie ist die jüngste aller Dienststellen der Arosabahn. Die ursprüngliche kleine Schutzhütte steht noch und trägt die Jahreszahl 1937. Gleich daneben wurde später ein grösseres Dienstgebäude aus Sichtbeton errichtet. Die Dienststation liegt unmittelbar an der Blau Rüfi, einem stark erosiven Durchstossgebiet der Plessur durch einen prähistorischen Bergsturz vom Chlein Furggahorn. Am oberen Ende der Ausweichstelle quert der von Arosa herkommende Usserwaldweg (Alte Poststrasse) die Bahn an einem ungesicherten Übergang.

### Bahnhof Arosa
| Bahnhof Arosa    | Bahnhof Arosa                |
| ---------------- | ---------------------------- |
| Stationstyp:     | Bahnhof                      |
| Gleisanzahl:     | 3                            |
| IBNR:            | 8509157                      |
| Eröffnung:       | 11. Dezember 1914            |
| Umbau:           | 1964–68                      |
| Koordinaten:     | 46° 47′ 3″ N, 9° 40′ 45,8″ O |
| Höhe ü. d. M.:   | 1739 m                       |
| Kilometer:       | 25,681                       |
| Betriebsgebäude: | beidseitig                   |
| Commons :        |                              |

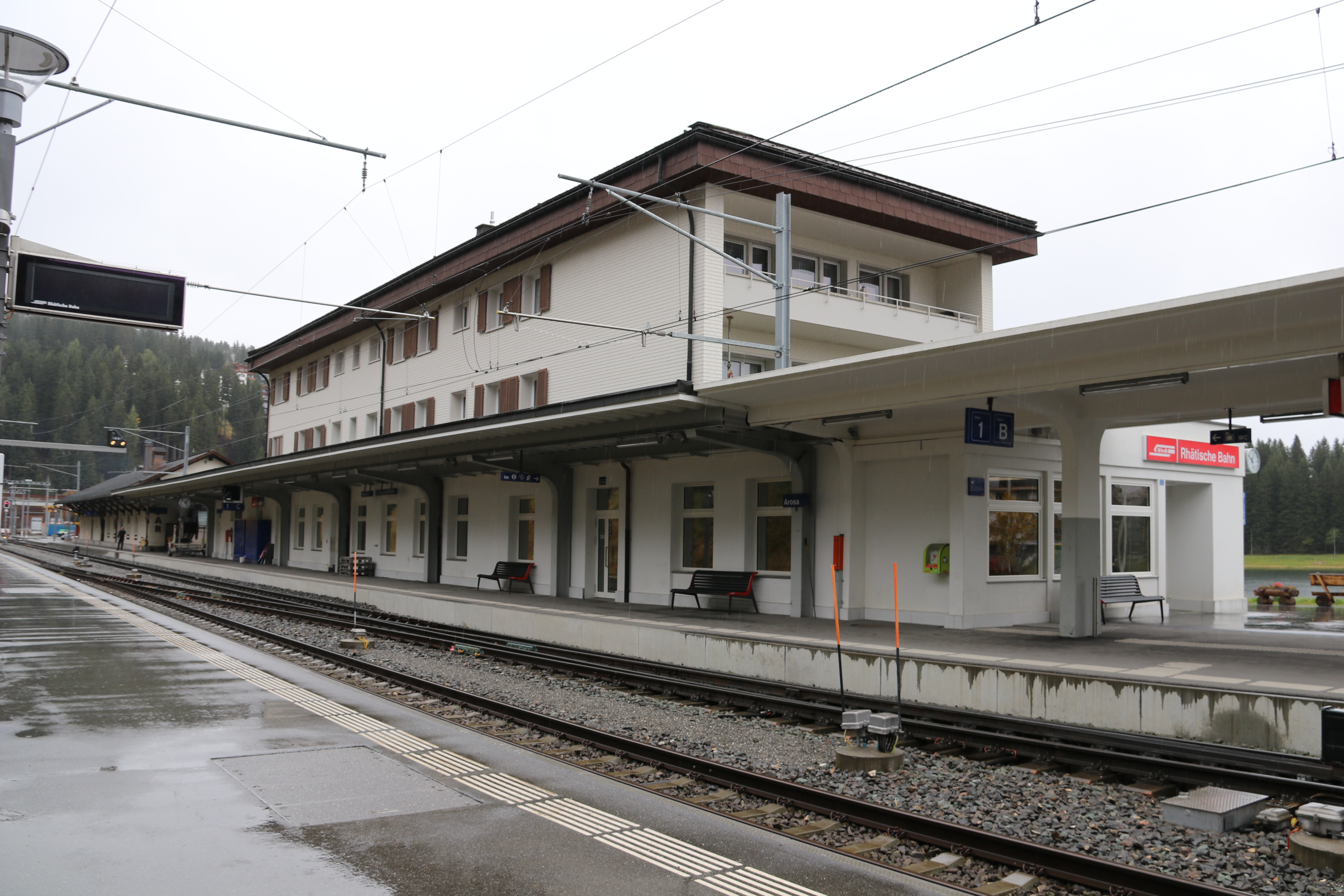
Bahnhof Arosa (2022)

Der Bahnhof Arosa ist die Endstation der Arosabahn. Er liegt auf 1739 m zwischen dem Osthang des Tschuggen und dem Obersee, unweit der Post Arosa sowie der früheren Englischen Kirche. Er ist nach dem Bahnhof St. Moritz der höchstgelegene Kopfbahnhof der RhB. Das stilvolle ursprüngliche Aufnahmegebäude musste in den 1960er-Jahren einem nüchternen Neubau weichen. Daneben bestehen ein Güterschuppen, eine Güterverladestation sowie eine Remise auf der linken Gleisseite. Der Bahnhof verfügt über drei Fahr- und diverse Stumpengleise sowie zwei Perrons. Er bietet Anschluss an beide Linien des örtlichen Busnetzes sowie an die Weisshornbahn. Es bestehen Parkmöglichkeiten am nahegelegenen Parkplatz Obersee. Zur erweiterten Infrastruktur des Bahnhofs Arosa kann die Schrankenanlage unterhalb des Untersees an der Iselstrasse und das dortige Betonwerk mit eigenem Stumpengleis sowie weiteren bahnbetrieblichen Einrichtungen gezählt werden. Im Hinblick auf das 100-jährige Jubiläum der Arosabahn wurde die Anlage bis zum Dezember 2014 für über 24 Millionen Franken neu gestaltet. Die umfangreiche Modernisierung war eine Kooperation zwischen der RhB, dem Kanton Graubünden, der Gemeinde Arosa sowie der Arosa Bergbahnen AG.

## Geschlossene Betriebsstellen

### Depot und Werkstätte Sand
| Depot und Werkstätte Sand | Depot und Werkstätte Sand             |
| ------------------------- | ------------------------------------- |
| Stationstyp:              | Bahndepot/Werkstätte, Kreuzungsstelle |
| Gleisanzahl:              | 2, und 6 Stumpengleise                |
| Eröffnung:                | 11. Dezember 1914                     |
| Schliessung:              | 1997                                  |
| Koordinaten:              | 46° 50′ 40,9″ N, 9° 32′ 18,4″ O       |
| Höhe ü. d. M.:            | 601 m                                 |
| Kilometer:                | 1,415                                 |
| Betriebsgebäude:          | links                                 |
| Commons :                 |                                       |

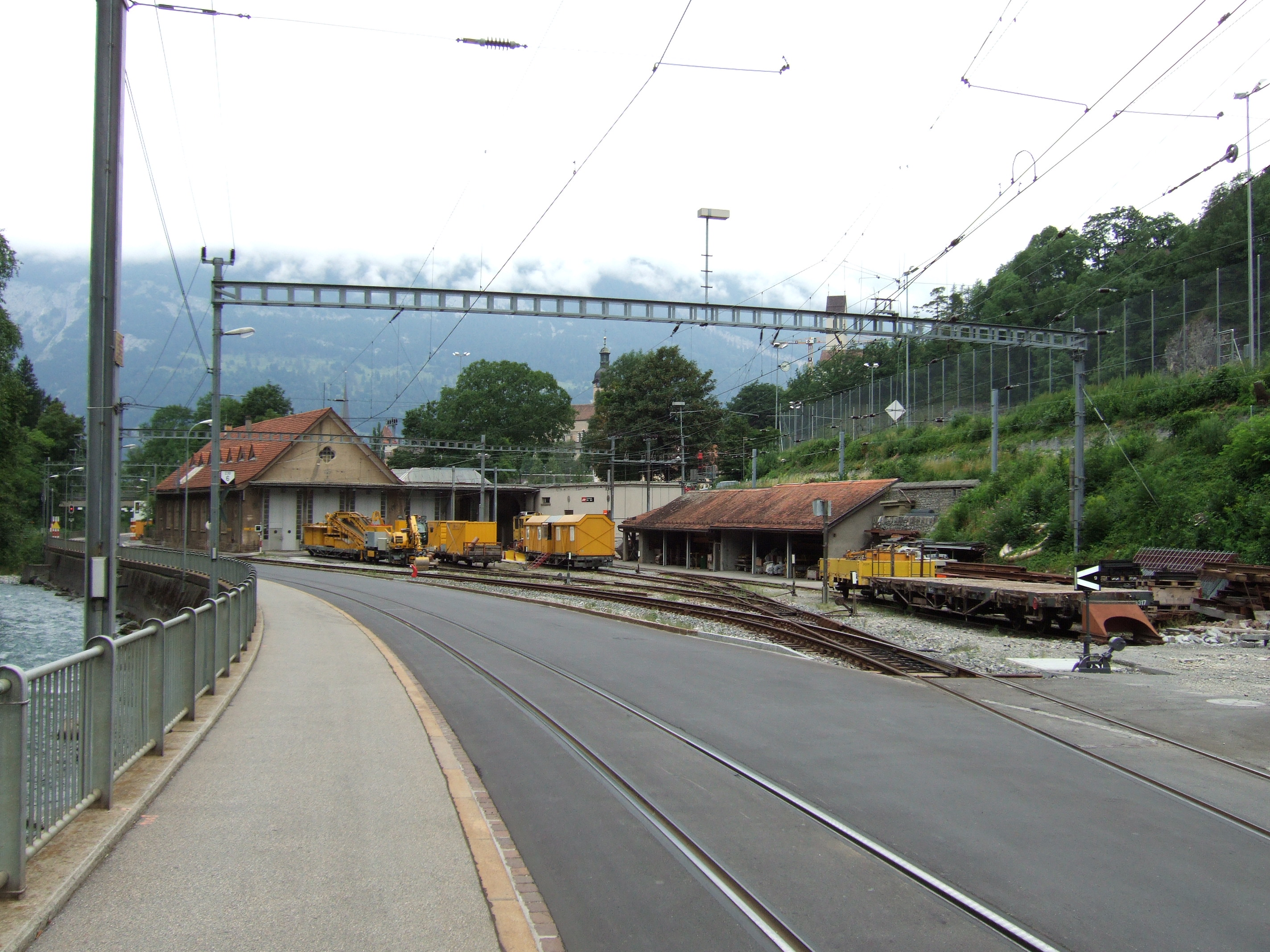
Ehemaliges Depot Sand mit Kreuzungsgleisen auf der Sandstrasse (2009)

Infolge Platzmangels am Bahnhof Chur mussten das Wagendepot und die Werkstätte der Bahn im Sand bei Kilometer 1,4 erstellt werden. Die von Otto Manz geplante und ausgeführte Anlage fügt sich trotz stattlicher Gebäudegrösse gut in die periphere Stadtgegend ein. Anlehnend an die felsige Umgebung des nahen Plessurlaufs dominiert hier als Baumaterial der Stein, was sich auch positiv auf die für den Betrieb notwendigen Brandschutzmassnahmen auswirkte.
Anfänglich verfügte das Depot Sand über Einrichtungen, die es ermöglichten, in fast allen Bereichen der Technik Reparaturen auszuführen. Seit der Bahneröffnung besorgte hier der Depotverantwortliche mit seinen rund acht Mitarbeitern die Wartung der Triebwagen und die Ausführung von bahninternen Aufträgen. Die Fusion mit der RhB im Jahr 1942 brachte zwar Veränderungen technischer und wirtschaftlicher Art, die Eigenständigkeit des Depots blieb jedoch bis etwa 1970 weitgehend gewahrt. Danach wurden gewisse Arbeiten in der RhB-Hauptwerkstätte in Landquart zentralisiert. In der Folge konzentrierten sich die Aufgaben des Depots Sand auf den Unterhalt der Triebwagen ABe 4/4, die nachts dort stationiert waren. Winters kamen jeweils drei weitere Triebwagen der Berninabahn hinzu sowie neunzehn Triebwagen, die eigens zur Verwendung für die Fahrdrahtspannung der Arosabahn umgerüstet worden waren.
1984/85 wurden die Gleisanlagen im Sand umgebaut und das Ausweichgleis verlängert. Mit der Umstellung der Fahrdrahtspannung 1997 auf elf Kilovolt Wechselstrom wurde das Depot Sand, das zuletzt Bahndienststützpunkt Chur Sand genannt wurde, als solches überflüssig und geschlossen. Es dient heute einem Gleisbauunternehmen zur Unterbringung seiner Fahrzeuge. Ungeachtet dessen existiert dort weiterhin eine Kreuzungsstelle, als Haltestelle wird diese jedoch nicht genutzt.

### Haltestelle Chur-Sassal
| Haltestelle Chur-Sassal | Haltestelle Chur-Sassal         |
| ----------------------- | ------------------------------- |
| Stationstyp:            | Haltestelle                     |
| Gleisanzahl:            | 1                               |
| Eröffnung:              | 1922                            |
| Schliessung:            | 2001                            |
| Koordinaten:            | 46° 50′ 17,8″ N, 9° 32′ 42,3″ O |
| Höhe ü. d. M.:          | 620 m                           |
| Kilometer:              | 2,239                           |
| Betriebsgebäude:        | keines                          |
| Commons :               |                                 |

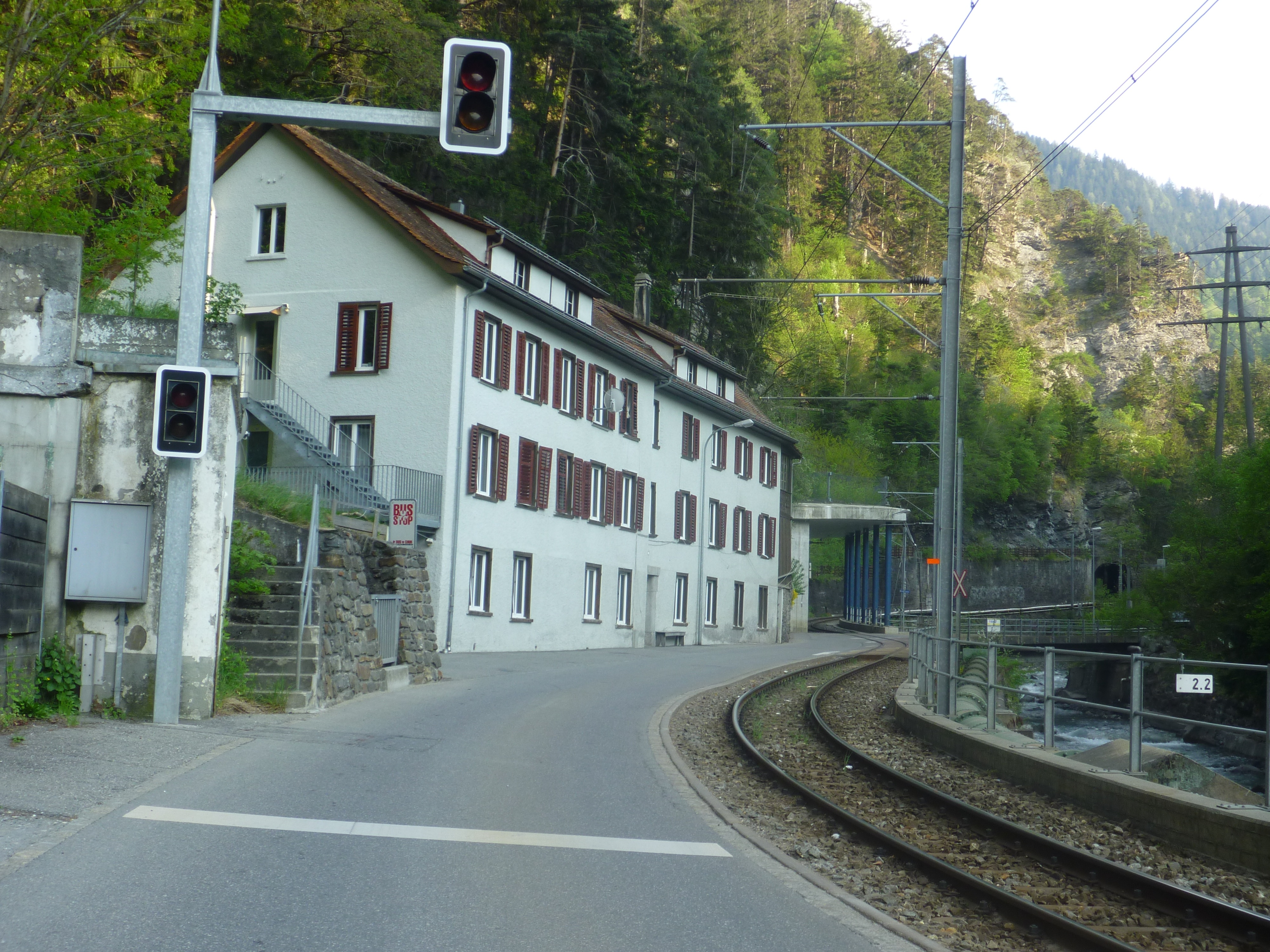
Ehemalige Haltestelle Chur-Sassal an der Sandstrasse, heute Bushaltestelle (2008)

Die Haltestelle Chur-Sassal wurde im Jahr 1922 errichtet. Sie befand sich bis zur Umgemeindung Sassals von Maladers zur Stadt Chur im Jahr 1939 unmittelbar vor der Stadtgrenze und diente hauptsächlich der Erschliessung des Gebietes Meiersboden sowie dem Maladerser Gebiet Brandacker. Letzteres ist mit der ehemaligen Haltestelle über einen steilen, unbefestigten Fussweg verbunden. Die Züge hielten bei Sassal auf Verlangen vor einem Wohnhaus, unmittelbar bevor die Bahn die Sandstrasse nach links verlässt. An dieser Stelle führte von 1881 bis 1966 eine 17 Meter lange, 4,8 Meter breite und bis zum Querbalken 4 Meter hohe gedeckte Holzbrücke über die Plessur zum Meiersboden. Eine betriebliche Infrastruktur gab es mit Ausnahme einer ungedeckten Sitzbank und eines Fahrplans nicht. Mit der Bedienung des Gebiets durch den Churer Stadtbus wurde die Haltestelle praktisch nicht mehr benutzt und 2001 geschlossen. Heute befindet sich dort die gleichnamige Haltestelle der Stadtbuslinie 9 und eine Ampelanlage für den Strassenverkehr.